# Die Katze auf dem heißen Blechdach
Die Katze auf dem heißen Blechdach (Originaltitel: Cat on a Hot Tin Roof) ist ein von Tennessee Williams geschriebenes Theaterstück (Erstaufführung: 1955) über eine reiche amerikanische Farmer-Familie. Es wurde 1958 unter gleichem Titel verfilmt.

## Inhalt
Der Titel entstammt einem amerikanischen Sprichwort, dem zufolge die Katze auf dem Dach so lange zögert hinunterzuspringen, bis das Dach überheiß wird; dann aber gibt es nichts Entschlosseneres als sie: Mit einem Satz springt sie. Die „Katze“ im Stück ist Maggie.
Das Familienoberhaupt der vermögenden Familie Pollitt, „Big Daddy“, das sein Leben lang eine Baumwollplantage erfolgreich aufgebaut hat, ist an Krebs erkrankt und wird bald sterben, aber er weiß davon noch nichts. Der Sohn Gooper, angestachelt von seiner Ehefrau Mae, versucht, das Vermögen nach Big Daddys Tod zu bekommen. Das Stück spielt während Big Daddys letzter Geburtstagsparty und beginnt mit einem Streitgespräch zwischen Goopers Bruder, dem alkoholsüchtigen Brick, dem das Leben gleichgültig ist, und dessen Frau Margaret, „Maggie“, die ebenfalls einen Teil des Vermögens erben möchte.
Um sich bei Big Daddy beliebt zu machen, zeigen sich der Rechtsanwalt Gooper und Mae um ihn und die Plantage besorgt. Sie lassen ihre Kinder, die von Margaret als „halslose Ungeheuer“ bezeichnet werden, für Big Daddy vorsingen oder vorspielen.
Nachdem sie eine Unterhaltung zwischen Margaret und dem ehemaligen Footballspieler und Sportreporter Brick belauscht haben, werfen sie den beiden vor, noch kein Kind bekommen zu haben, weil Brick ihrer Meinung nach eine homoerotische Beziehung zu seinem verstorbenen Jugendfreund Skipper gehabt haben soll und weil er wegen seiner Trinksucht impotent sei. In einer Diskussion zwischen Big Daddy und Brick, bei der Big Daddy ihn fragt, aus welchem Grund er eigentlich trinke, wird Goopers und Maes Verdacht bestätigt; es wird jedoch auch deutlich, dass Big Daddy keineswegs vorhat, seinen Besitz an Gooper zu vererben, er vielmehr Brick von seiner Sucht befreien und ihm die Plantage übertragen möchte. Big Daddy, der geglaubt hat, er sei gesund, erfährt in einem Streitgespräch mit Brick, dass er bald sterben wird.
Um den sterbenskranken Schwiegervater zu trösten, spielt Maggie ihm vor, sie erwarte von seinem Lieblingssohn, ihrem Mann Brick, ein Kind. Doch sie ist auch entschlossen, das Vorgespielte Wirklichkeit werden zu lassen. Noch in dieser Nacht, so verlangt sie von Brick, wollen sie ein Kind zeugen. Wer den Besitz nach Big Daddys Tod erhält, bleibt am Ende des Stücks jedoch offen.
Im Stück geht es um Verlogenheit, Habgier und die Beschäftigung mit Krankheit und Tod. Zeitweise sorgen bissige Bemerkungen zwischen Margaret und Mae und die übertriebene Besorgnis von Gooper und seiner Frau um Big Daddy und auch um seine Frau Big Mama für die Erheiterung des Lesers bzw. des Zuschauers.
Williams selbst beschrieb das Stück so:
„Der Vogel, den ich im Netz dieses Stückes fangen möchte, ist nicht die Lösung eines psychologischen Problems eines Einzelnen. Ich möchte den Wahrheitsgehalt von Erlebnissen innerhalb einer Gruppe von Menschen darstellen, jenes flackernde, umwölkte, schwer zu fassende – aber fieberhaft mit Spannung geladene – Zusammenspiel lebendiger Wesen in der Gewitterwolke einer gemeinsamen Krise.“
„Das Leben ist kannibalisch. Das eine Ich frisst das andere Ich. Immer ist jemand dabei, an einem anderen zu nagen, aus Neid, aus Profitgier, aus Angst. Wissen Sie, die Vorstellung, in einem Zimmer zu schlafen, wo nicht irgendwo eine Flasche steht, finde ich ziemlich schrecklich. Es könnte ja immerhin sein, dass ich nachts aufwache und einen Schluck brauche.“

## Wichtige Inszenierungen
- Welturaufführung am 24. März 1955 im Morosco Theatre, New York City – Regie: Elia Kazan (Darsteller: Barbara Bel Geddes, Burl Ives, Mildred Dunnock, Ben Gazzara, Madeleine Sherwood)
- Noch im selben Jahr fand die deutsche Erstaufführung am Düsseldorfer Schauspielhaus unter der Regie von Leo Mittler statt, mit Ida Krottendorf als Maggie und Peter Mosbacher als Brick.
- Die französische Erstaufführung fand 1956 am Théâtre Antoine in Paris unter der Regie von Peter Brook statt. Die Rolle der Maggie spielte Jeanne Moreau.[1]
- Neuinszenierung mit ausschließlich afro-amerikanischen Schauspielern im Broadhurst Theatre, New York. Premiere 6. März 2008 – Regie: Debbie Allen (Darsteller: Terrence Howard, James Earl Jones, Phylicia Rashad, Anika Noni Rose)

## Ausgaben
- Vier Theaterstücke: Die Glasmenagerie, Endstation Sehnsucht, Die tätowierte Rose, Die Katze auf dem heißen Blechdach. Dramen. Übers. Berthold Viertel, Hans Sahl, Nachwort Walter Friedrich Göbel. Buchgemeinschaft Donauland, Wien 1953[2]